# Kenji Ogiwara
Kenji Ogiwara (Japans: 荻原 健司, Ogiwara Kenji) (Kusatsu, 20 december 1969) is een Japans noordse combinatieskiër en politicus.

## Carrière
Kenji Ogiwara werd zowel in 1992 als in 1994 olympisch kampioen op de estafette, zijn beste prestatie individueel was de vierde plaats zowel in 1994 als in 1998.
Ogiwara werd zowel in 1993 als in 1997 wereldkampioen individueel, met de estafetteploeg won hij in 1993 en in 1995 de wereldtitel.
In de seizoenen 1992-1993, 1993-1994 en 1994-1995 won Ogiwara het wereldbekerklassement.
Ogiwara werd in 2004 voor de Liberaal-Democratische Partij verkozen in het Japanse hogerhuis.

## Belangrijkste resultaten

### Olympische Winterspelen
| Editie | Plaats         | Resultaten                              |
| ------ | -------------- | --------------------------------------- |
| 1992   | Albertville    | 7e individueel · estafette              |
| 1994   | Lillehammer    | 4e individueel · estafette              |
| 1998   | Nagano         | 4e individueel 5e estafette             |
| 2002   | Salt Lake City | 11e individueel 33e sprint 8e estafette |

### Wereldkampioenschappen noordse combinatie
| Jaar | Plaats              | Resultaten                             |
| ---- | ------------------- | -------------------------------------- |
| 1993 | Falun               | individueel · estafette                |
| 1995 | Thunder Bay         | 5e individueel · estafette             |
| 1997 | Trondheim           | individueel                            |
| 1999 | Ramsau am Dachstein | 6e individueel · sprint · 5e estafette |
| 2001 | Lahti               | 7e individueel 5e sprint 5e estafette  |